# Jezuitské misie na území Chiquitos
Jezuitské misie na území Chiquitos, zvané též jezuitské redukce, byly osady založené Tovaryšstvem Ježíšovým za účelem evangelizace území ve východní Bolívii v současném departementu Santa Cruz. Spadaly pod jezuitskou provincii Paraguay. Další redukce se nacházejí na území Guaraní v Argentině, Brazílii a Paraguayi.

## Historie
Kolonizace Ameriky probíhala za spolupůsobení několika církevních řádů, které prováděly evangelizační činnost. Mezi jednotlivými řády vynikaly především jezuité a františkáni. Tovaryšstvo Ježíšovo přišlo do Nového světa na rozkaz Ignáce z Loyoly a papeže Pavla III. roku 1540. Do regionu Chiquitos přišli jezuité na počátku 17. století. Roku 1767 byly řád vypovězen ze Španělska a jeho kolonií, ale i přesto se zde odkaz jezuitské činnost udržel ještě několik generací po vyhoštění řádu.
Z urbanistického hlediska se stavitelé misií inspirovali myšlenkou „ideálních měst“ (symbolická Utopia), kterou rozvíjeli evropští filozofové 16. století. Pro založení redukcí se vyhledávala místa s bohatými vodními zdroji, úrodnou půdou, vhodně lokalizovaná mimo záplavová území. Základním stavebním materiálem bylo dřevo a nepálené cihly vepřovice. Uspořádání staveb v rámci redukce podléhalo osvědčenému schématu, přesto se však jednotlivé redukce mezi sebou lišily. Z pravidla se v centrální části osady nacházelo obdélníkové náměstí s kostelním komplexem, dílnami, školou na jedné straně a obytnými budovami po třech stranách náměstí. Evangelizace probíhala mimo jiné za pomoci hry na hudební nástroje, původní indiánské obyvatelstvo se věnovalo zemědělství, zpracování kůží, tkaní látek či umělecké činnosti.

## Kulturní dědictví UNESCO
Na seznamu světového kulturního dědictví figuruje 6 jezuitských redukcí.
| Kód dle UNESCO | Název      | Přesné souřadnice                |
| -------------- | ---------- | -------------------------------- |
| 529-001        | San Javier | 16°16′27″ j. š., 62°30′16″ z. d. |
| 529-002        | Concepción | 16°07′54″ j. š., 62°01′32″ z. d. |
| 529-003        | Santa Ana  | 16°35′04″ j. š., 60°41′16″ z. d. |
| 529-004        | San Miguel | 16°42′06″ j. š., 60°58′03″ z. d. |
| 529-005        | San Rafael | 16°47′14″ j. š., 60°40′29″ z. d. |
| 529-006        | San José   | 17°50′43″ j. š., 60°44′30″ z. d. |

## Fotogalerie

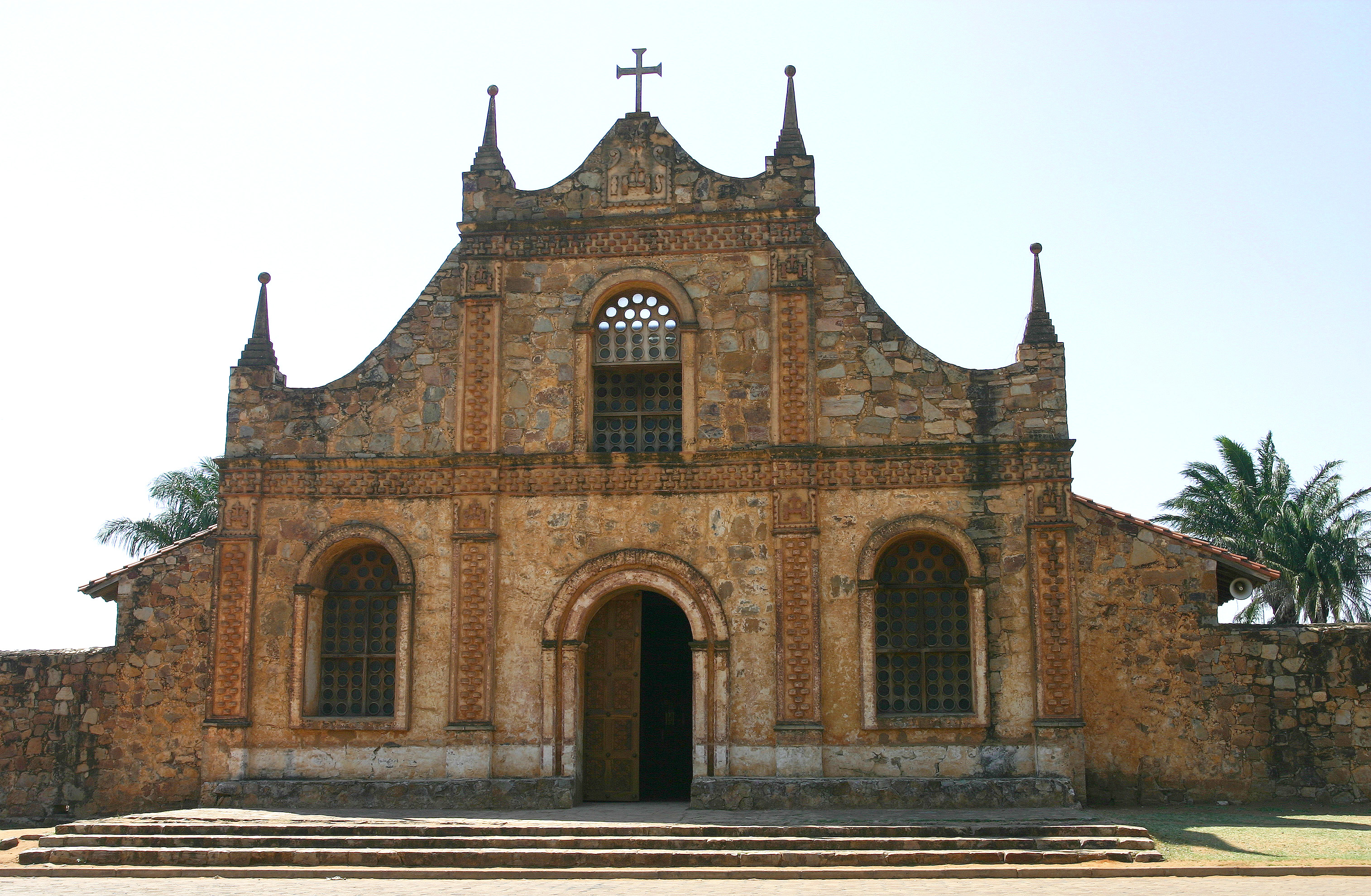
San José
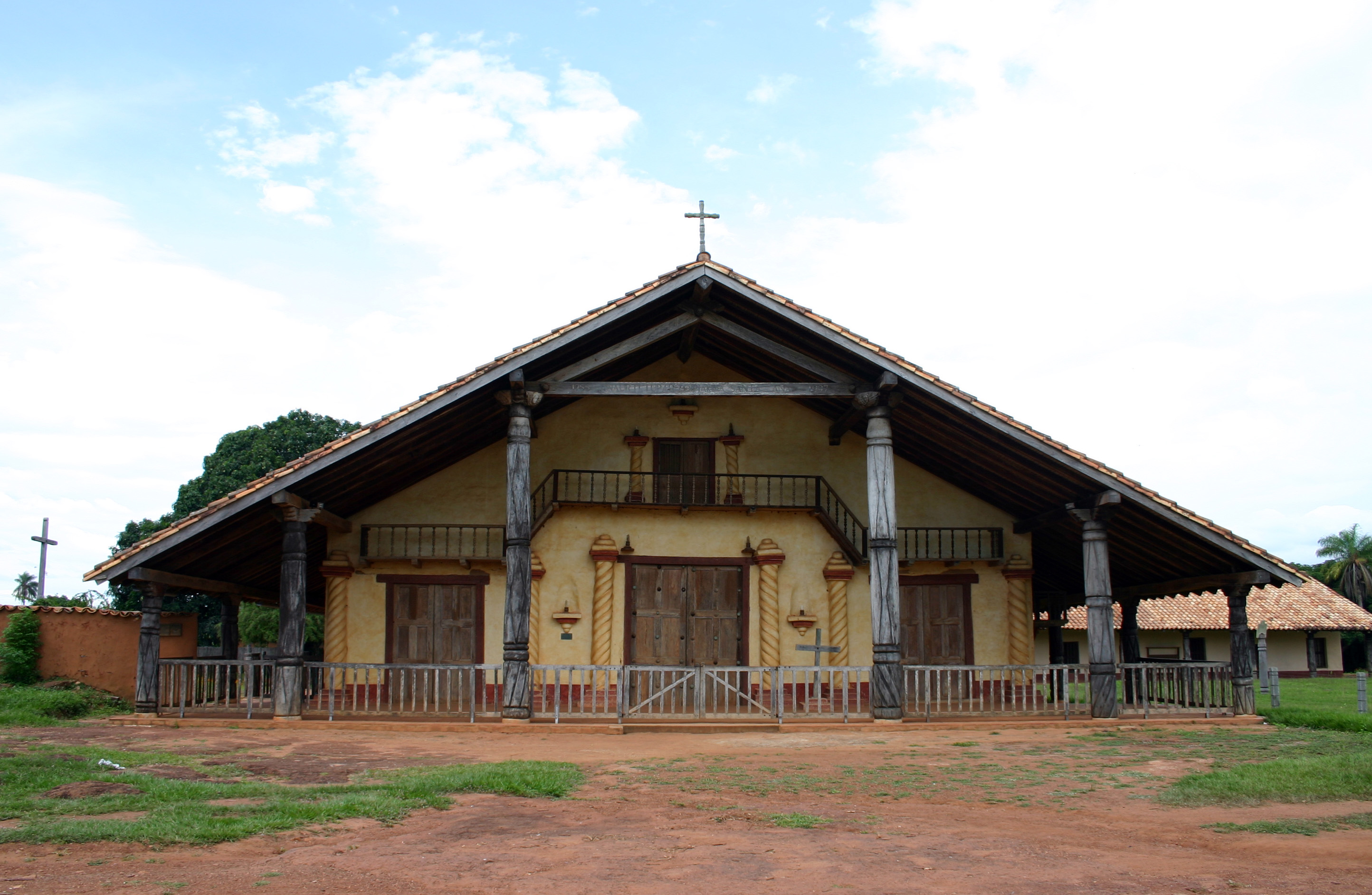
Santa Ana
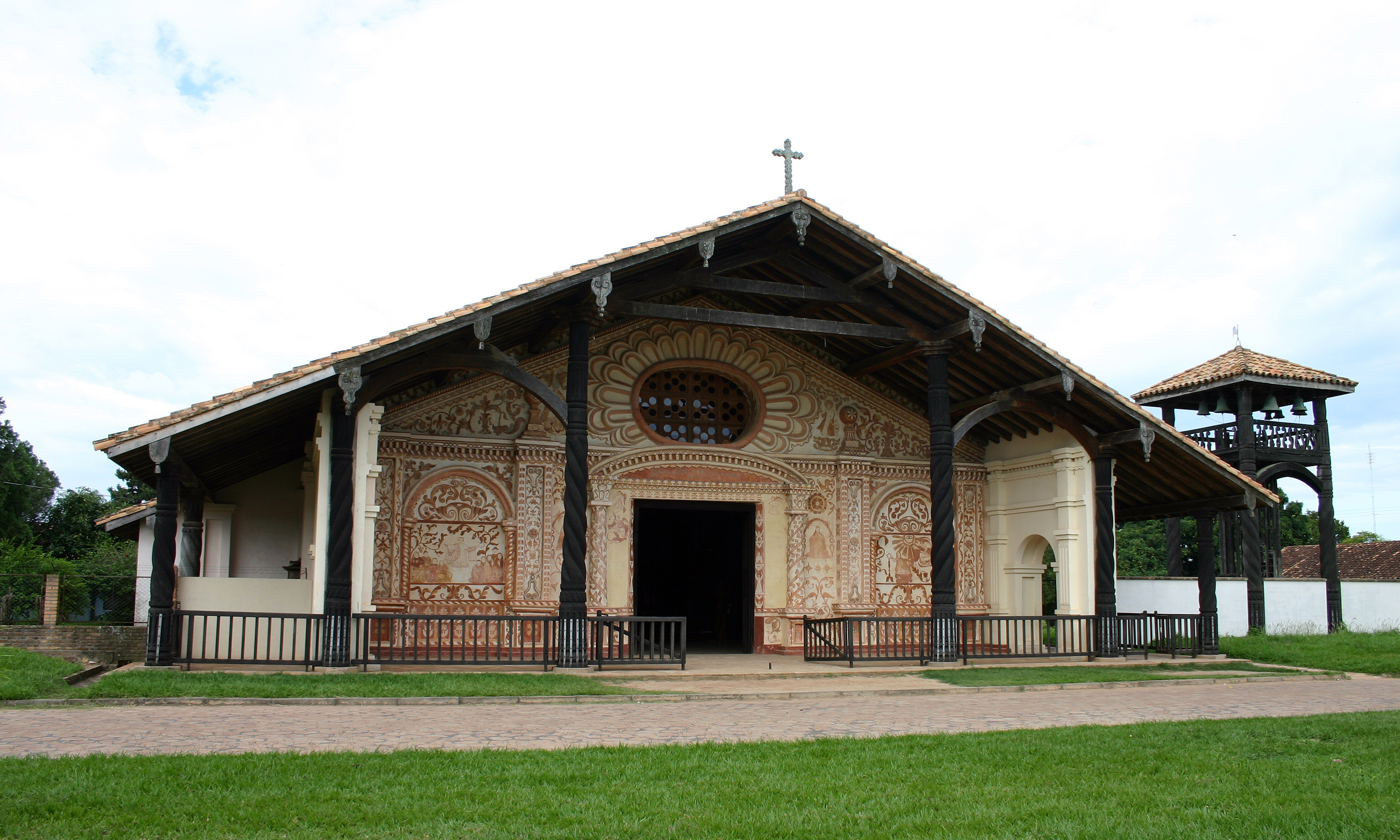
San Rafael
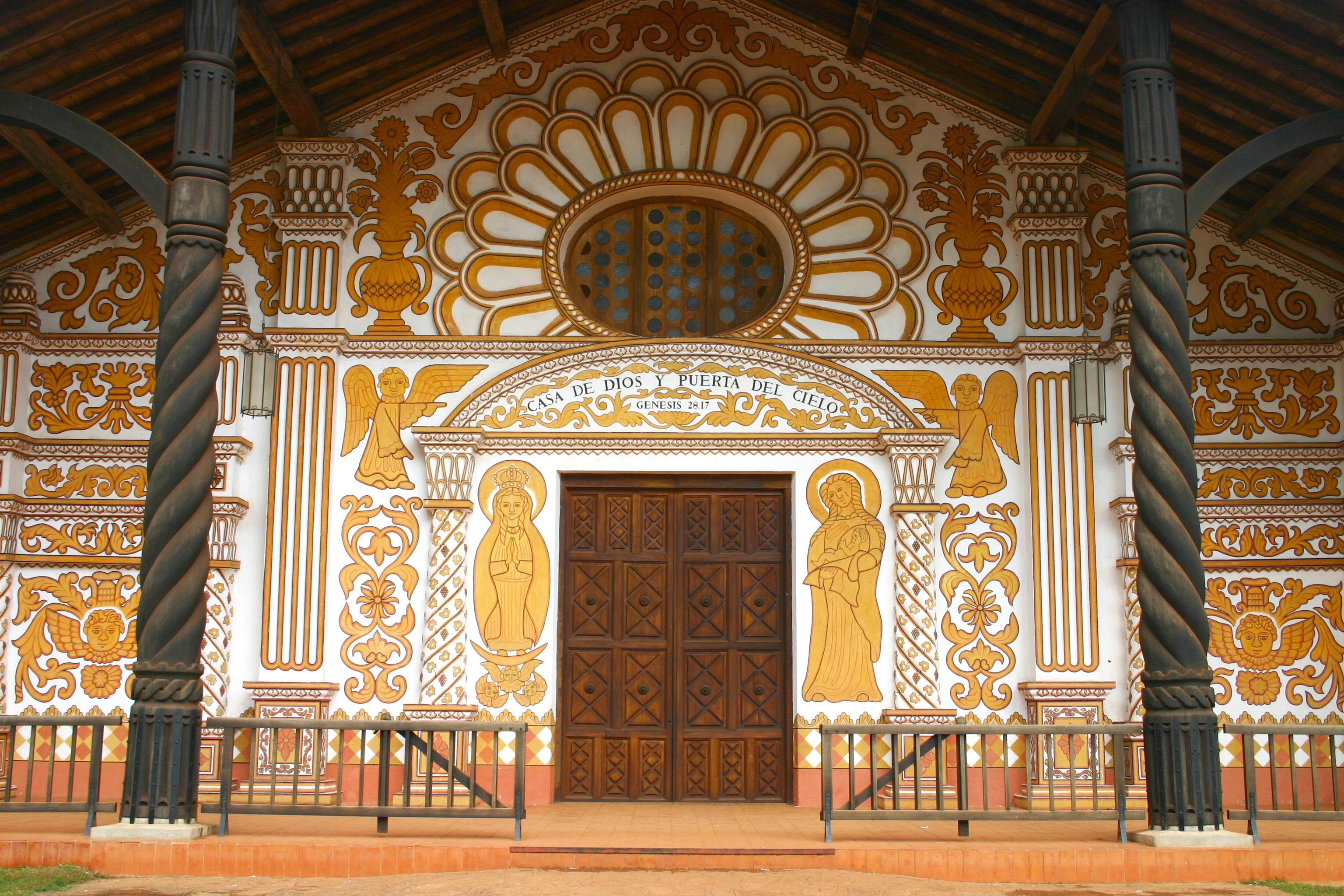
Concepción
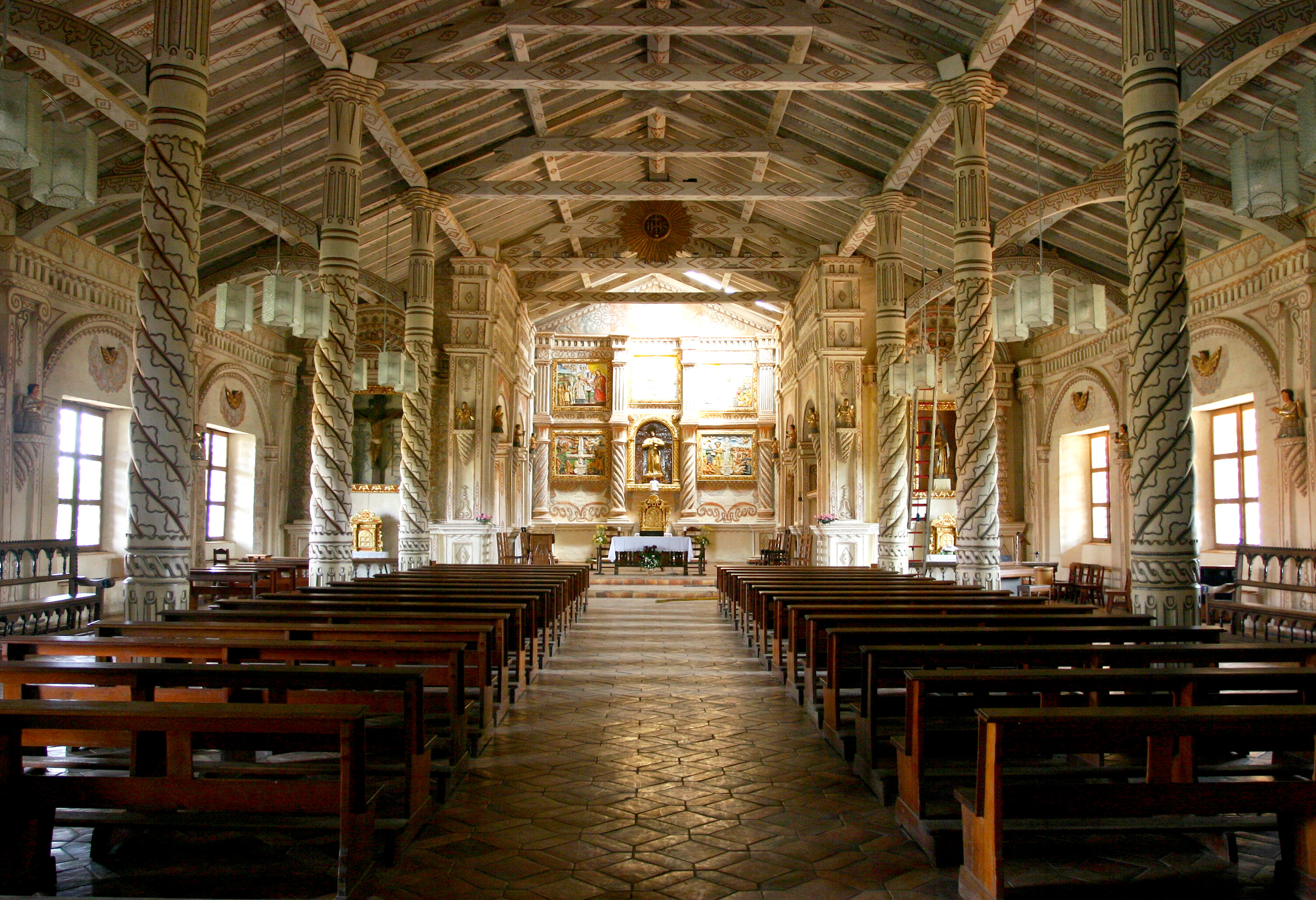
San Javier
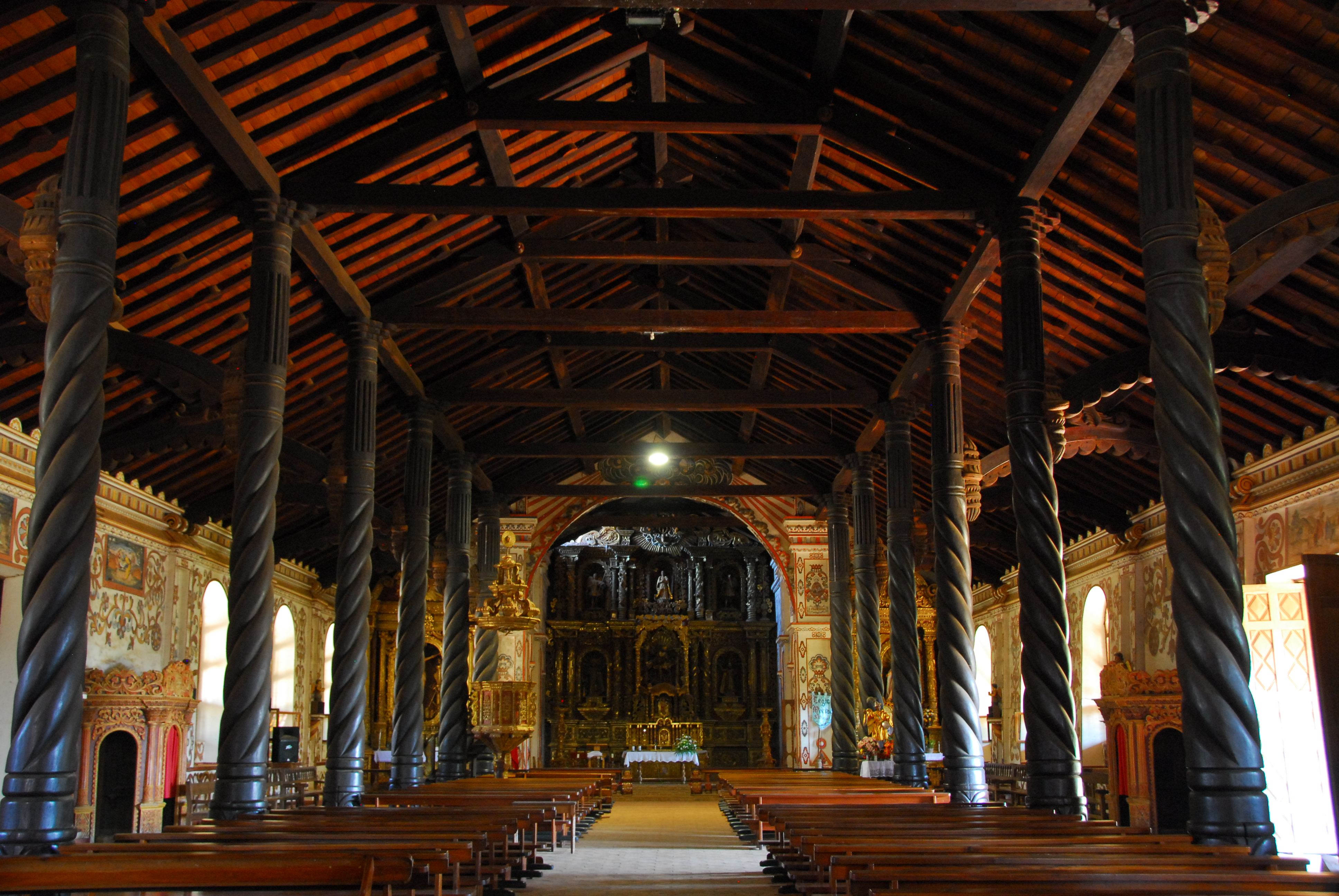
San Miguel